# パス (サッカー)
サッカーにおけるパス（Pass）とは、ボールを足で蹴る（キック）などして味方に渡すこと。パスを得意とする選手をパサーまたはパッサーと呼ぶ。サッカーではドリブルとともにボールを移動させる主な方法であり、パスが最も安全にかつ素早くボールを運ぶことができるので、非常に重要な技術である。次のプレーにつながる上手なパスを出すには正確なボールキックの技術はもとより、パスを受けられるフリーな味方の選手を見つける視野の広さや、素早くパスを捌く判断力、誰にパスを出せばどう攻撃が展開していくか見極める戦術眼も必要とされる。また、味方選手の特徴や能力も考慮して、パスを受けた味方選手が次のプレーを行いやすい位置にパスを出すことも重要である。逆に、パスを受ける側の選手は動き回ってパスを出す選手がパスコースの選択肢を増やせるようにするオフ・ザ・ボールでの動きが重要であり、そういったプレーを積極的に行う選手を水を運ぶ選手と言ったりする。

## パスの種類

### パスを出す方向による分類
縦パス相手ゴール方向にいる味方へのパス。縦パスをつなぐことによって相手ゴールにボールを進めていく。守備側の選手は当然縦パスを警戒しているので、簡単にはつながり難いパスである。
横パス横方向にいる味方へのパス。相手ゴール方向へ前進しないパスであり、比較的パスカットされ難く安全にパスを廻せるので、横パスでボールを廻してキープしながら機会を伺い、縦パスやドリブルでの前方への突破を狙っていく。スクウェアパスとも呼ぶ。
バックパス後方にいる味方へのパス。ボールをいったん後方に戻して攻撃を組み立て直すときや、ディフェンスの選手に囲まれたときなどに用いる。相手ゴールから遠ざかる消極的なパスであり、ディフェンダーがゴールキーパーにバックパスするとブーイングされてしまうこともある。

### パスを出す目標による分類
足元へのパス味方選手の足元へのパス。味方選手を狙って直接パスを出すのでパスが成功しやすいが、その一方で止まった状態でパスを受けるので、パスを受けた選手が|ディフェンダーにマークされやすい。
スペースへのパス誰もいないスペースにパスを出し、そこへ味方選手が走り込む。動きながらパスを受けるので、フリーの状態でパスを受けることができる。しかし、味方選手との意思の疎通が取れていなければパスが失敗しやすく難しい。
（走っている味方の）足元へのパス走っている味方選手の足元へのパス。受け手の走るスピードと距離を計算してパスを出す必要があり、出し手の正確なパス技術が要求される。また双方の意思疎通も重要である。スペースへのパスと比べると、受け手がボールに触れるまでの時間が短いので、ディフェンダーのマークがその分遅れる。

### パスの距離による分類
ショートパス短い距離のパス。
ロングパス（ロングフィード）長い距離のパス。後方でボールを奪ったときに一気に前線まで長いパスを送ってカウンター・アタックを狙ったり、相手のディフェンスラインが高いときにディフェンスラインの裏へ長いパスを出して一気にゴール前にボールを運んだりすることができる。ロングパスは、距離のコントロールが難しいので、ディフェンダーの選手や守備的ミッドフィールダーの選手にロングパスが上手い選手がいるときに用いる。

### パスの軌道による分類
グラウンダーのパス（ごろパス）地面を転がるパス。トラップしやすくパスを受けた選手が次のプレーを行いやすいパスであり、頻繁に使われる。
ロブパス浮き球のパス。守備の選手の上を越えてパスを通せるので大変有効であるが、浮いているボールはトラップが難しく、素早く次のプレーに移ることが難しい。ロングパスでは強く蹴れば比較的簡単に浮かせることができるので浮き球のパスが多いが、短い距離のパスでボールを高く浮かせるのは難しく、高度なテクニックが必要となる。

### ボールを扱う部位による分類
ヘディングパス頭でボールを叩いてパスすること。
ヒールパスかかとで蹴るパス。自分の向いている方向の反対側にパスを出すことができるので、相手の意表をつくことができる。

### その他の特殊なパス
センタリング（クロスボール）ペナルティエリアの両サイドから中央へのパス。ゴール前にいるフォワードを狙って出され、フォワードはセンタリングされたボールに対してヘディングシュートやボレーシュートをして得点を狙う。通常、センタリングは浮き球で出されるが、速いグラウンダーで出されることもある。速いグラウンダーはヘディングシュートやボレーシュートを狙うには難しいが、守備の意表をつくには効果的な場合もある。
サイドチェンジのパス片方のサイドから逆のサイドへのロングパス。片方のサイドにボールがあってディフェンスの選手が集中しているときには、手薄になっている逆サイドにロングパスを出して、そちら側から攻めるのが有効である。
ダイレクトパス自分に来たパスを保持しないでそのまま蹴り返すこと。ボールが素早く次へ移動するので、守備の選手は反応しづらい。短いダイレクトパスを連続でつなげることによって守備を崩すこともできる。しかし、パスコースを探す時間がほとんどないので、瞬間的にパスコースを見つけるか、パスが来る前にどこへパスを出すかを考えておかなければならない。
ワンツーパス（壁パス）2人で行う連係プレー。片方の選手Aが他方の選手Bへパスを出し、パスを出した選手Aが移動して、パスを受けた選手Bから選手Aにパスを返してもらう。これによって、最初にボールを持っていた選手Aがディフェンスのマークを外すことができる。
スルーパススペースへのパスの一種であり、相手ディフェンダーの間を通り抜け、ディフェンスラインの裏などのスペースへ抜けていく選手に送るパス。英語ではpenetrating pass、deep passなどともいわれる。相手のディフェンスラインを突破するための手段として使われ、ゴール前のスペースで味方にスルーパスを通すことができれば、決定的なチャンスになりやすい。スルーパスを成功させるためには、出し手と受け手の意思の疎通が大切であり、オフサイドにならないようにタイミングを合わせることや、二人で同一のスペースを狙うことなどが重要となる。ディフェンス側は、スルーパスを成功させないように工夫して守るので、なかなか成功しない難易度の高いパスといえる。
ノールックパスパスを出す相手を見ないで出すパス。目線と違う方向にパスが出るので、ディフェンダーの意表を突くことができる。

## パスに関する用語
- アシスト - 得点した選手に出されたパスのことであり、アシストパスともいう。
- パスカット（インターセプト） - 守備の選手がパスを遮ってボールを奪うこと。
- パス&ゴー（パス&ラン／パス&ムーブ） - パスを出したあと、すぐさま走り出すこと。
- パスサッカー - ショートパスを中心に攻撃を組み立てていくサッカースタイル。
  - ティキ・タカ - スペインを発祥とする、パスサッカーのスタイルの中でも特に有名なプレースタイル。